# Редена салата
Редена салата е традиционна салата от българската кухня.
Приготвя се от домати, краставици, магданоз, сол, оцет и олио, като краставиците и доматите се нарязват на шайби и се нареждат в плоска чиния. Заливат се с оцет и олио, поръсват се със сол, а отгоре им се поръсва магданоз.
След 1990 година, с това наименование, започват да наричат всякакви ордьоври, включващи сосове, лютеници, или дори топли гарнитури, което въвежда в заблуда много хора, имащи традиционни представи за българската кухня. Именно, поради нарушаване на традиционализма, възникват и различни варианти на редена салата с добавки, които могат да се видят в различни менюта, под причудливи имена, като салата „Българско знаме“, „Трикольор“, „Национален флаг“. Тези наименования се ползват, когато към традиционната (наричана още класическа) редена салата се добавят нарязани парчета българско саламурено сирене.
Съществуват и варианти на рецепти, които се обозначават описателно, като този начин е по-коректен, спрямо традициите. Такива имена са редена салата със сирене, редена салата с кашкавал и варени яйца и други подобни, но когато се използват по този начин е нужно да се разбира, че основните продукти си остават домати и краставици нарязани на кръгчета, а не посочените добавки. (В случая – ордьовър, съставен само от варени яйца и кашкавал, не бива да бъде поднесен под името „редена салата с варени яйца и кашкавал“, а с българското название – гарнитура, гарнитурен микс, или френското ордьовър, за да е ясно, че това не е вариант на българската редена салата, в основната конотация на това име).

## Варианти за редена салата
- Традиционна (класическа) редена салата
  - Редена салата – приготвена само с краставици, домати и подправка (или подправки) и заливка по желание.
    - Икономична редена салата (само от нарязани домати, поръсени с магданоз и овкусени със сол и др. добавки по желание). Често е наричана доматена салата, а когато доматите са надробени на парчета я наричат - икономична мешана (според традиции от 70-те и 80-те години на 20 век).

- Варианти с българско саламурено сирене
  - редена салата „Национално знаме“ (или подобни варианти на име)
  - редена салата „Шарена черга“ (освен добавка от сирене, може да се използва кашкавал или друг вид жълто сирене; подреждат се в отвесни ленти, както при салата „Национално знаме“; често се сервира и като добавка към месен аламинут и заедно оформят блюдо, наричано пак с подобни имена „Аламинут – българска шевица“ или „"шарена черга“)
  - редена салата „спирали“ (най-често се комбинира с варени яйца, или яйчен аламинут – пържени бъркани яйца със сирене, или касапско мезе

- Варианти с добавка на стерилизирани или пресни гъби, чушки и др.
  - Варианти с добавка на гъби (често отбелязвана като гъбена редена салата или редена салата с гъби)
  - Редена салата с печени чушки, яйца и сушено месо или колбас (това е вариант за приготвяне на редена слата от продуктите участващи в класическата мешана салата позната с трардиционното име като Овчарска салата)
  - Редена салата с други варианти за „смески“ и добавки. Това е случай, при който с редена салата се нарича всякакъв вид „ордьовър“ (подредени хапки и разядки). По същество - такова назоваване няма нищо общо с традиционните представи за име на българска салата, а представлява своеобразно заместване на кулинарна практика, която се обозначава с чуждица.

## Съвременни модификации
В началото на XX век традиционния начин на поднасяне на българската редена салата от краставици и домати постепенно е преминал към „бърза (домашна) форма“ на приготвяне, като доматите и краставиците се нарязвали на кубчета и се смесват в голяма купа или салатиера. Към тях се добавят подправките, а често и надробен на ситно кромид лук. Залива се с шарлан, или нискомаслен зехтин (но може и с обикновено слънчогледово олио) и киселина /оцет или лимонов сок/.
Този вариант е най-често наричан мешана салата, но такова назоваване в българските по-стари традиции – няма. Традиционно съществува тип смесени салати, но това е свързано с използваните съставки. Общата представа е за приготвяне на три типа салати, като:
- зеленчукови салати
- плодови салати
- смесени салати (в които има и плодове и зеленчуци – естествено).

В съвременните български практики с название 'смесена салата' се нарича всякаква салатена смес, приготвена от надробени зеленчуци и/или плодове с добавки – гъби, сирене, яйца, ядки, дори салати с паста (италиански оригинал или аналогичен тестен полуфабрикат – юфка, макарони, кускус) или вариво (ориз, елда, булгур) и др. Всички те се приемат за смесени салати.
Мешаната салата, често бива наричана ракиена салата или ракиено мезе.